# Synaxarion
Die Bezeichnung Synaxarion (griech. Συναξάριον, lat. auch Synaxarium) begegnet in unterschiedlichen Bedeutungen:
1. Ein Synaxarion ist ein liturgisches Buch, das vor allem in den byzantinischen Ostkirchen Verwendung findet. Es verzeichnet die gottesdienstlichen Feiern im Verlauf des Kirchenjahres. Neben kalendarisch-heortologischen Notizen (Heortologie ist die Lehre von kirchlichen Feiertagen) beinhaltet es Angaben zu den Perikopen, zur Gottesdienstordnung und Kurzviten der Heiligen, deren Feiern begangen werden sollen. Damit entspricht es in etwa dem Martyrologium der römisch-katholischen Kirche.
Stärker um Rubriken erweiterte Synaxaria sind auch unter den Namen Typikon und Synaxarion-Typikon („Sinassario con rubriche liturgiche“) bekannt.
Vermutlich auf Kaiser Konstantin VII. (905–959) geht ein Synaxarion für die Kirche von Konstantinopel zurück. Eine historische Rezension des Buches, den Codex Sirmondianus (heute Berlin, Staatsbibliothek gr. 219 [olim Phillipps 1622]), gab mit Zusatzmaterialien (synaxaria selecta) der Bollandist Hippolyte Delehaye heraus. Eine andere Rezension ging in das griechische Menäon (das orthodoxe liturgische Monatsbuch) ein. Sie wurde etwa Mitte des 12. Jahrhunderts wohl in Konstantinopel von russischen und bulgarischen Geistlichen ins Altkirchenslawische übersetzt und mit den Viten slawischer Heiliger ergänzt. Diese slawische Version ist unter der Bezeichnung Prolog bekannt.
Seit spätbyzantinischer Zeit hat sich das Synaxarion („Typikon“) des Klosters Mar Saba mit regionalen Adaptationen in der ganzen byzantinischen Orthodoxie durchgesetzt.
2. Als Synaxarion kann auch der Einzeltext bezeichnet werden, der am jeweiligen Fest- oder Gedenktag im Morgengottesdienst („Orthros“) aus dem Buch (oder den Menäen) vorgetragen wird.
3. In den Handschriften begegnet Synaxarion auch als ein Name von liturgischen Perikopenlisten, zum Teil in derselben Bedeutung wie Menologion. In der neutestamentlichen Textforschung werden speziell die Listen mit Angaben zu Begehungen im „beweglichen“ Kirchenjahr als Synaxarien bezeichnet, in der Liturgiewissenschaft zur Unterscheidung von den gleichnamigen hagiographischen Sammlungen synaxaria minora („kleine Synaxarien“) genannt. Verzeichnisse von Feiern an festen Kalenderdaten heißen dann Menologien oder menologia minora („kleine Menologien“).